# Cellaria cookae
Cellaria cookae är en mossdjursart som beskrevs av Lopez de la Cuadra och Garcia-Gomez 1996. Cellaria cookae ingår i släktet Cellaria och familjen Cellariidae. Inga underarter finns listade i Catalogue of Life.